# Куба на летних Олимпийских играх 1964
Куба принимала участие в Летних Олимпийских играх 1964 года в Токио (Япония) в двенадцатый раз за свою историю, и завоевала одну серебряную медаль.

## Медалисты
| Медаль | Спортсмен       | Вид спорта      | Дисциплина     |
| ------ | --------------- | --------------- | -------------- |
| 2      | Энрике Фигерола | Лёгкая атлетика | Мужчины, 100 м |

## Состав сборной
27 спортсменов: 25 мужчин и 2 женщины — соревновались в 6 видах спорта.
Младшим участником сборной был 18-летний гимнаст Андрес Гонсалес, старшим — 28-летний легкоатлет Ласаро Бетанкур.

## Результаты

### Академическая гребля
Соревнования проходили на гребном канале Тода.
- Четвёрки распашные с рулевым: кубинский экипаж занял последнее место в первом отборочном этапе и выбыл из дальнейшей борьбы[4].
- Восьмёрки: кубинский экипаж также не добился успеха и разделил предпоследнее/последнее места с командой Объединённой Арабской республики Египет[5].[6]

### Лёгкая атлетика
Кубинские спортсмены соревновались в забегах на короткие дистанции и беге с барьерами.
Мужчины
Энрике Фигерола: 2 место в забеге на 100 м.
Ласаро Бетанкур участвовал в беге на 100 м с барьерами, но не вышел в финал. 
Женщины
Мигелина Кобиан: 5 место в забеге на 100 м.

### Тяжёлая атлетика
Соревнования по тяжёлой атлетике проводились только среди мужчин, они также считались чемпионатом мира по тяжёлой атлетике.
Эрнесто Варона занял 15 место в весовой категории свыше 90 кг.

### Фехтование
Мужчины
Энрике Пенабелла
Женщины
Мирея Родригес